# Lecane eswari
Lecane eswari är en hjuldjursart som beskrevs av Dhanapathi 1976. Lecane eswari ingår i släktet Lecane och familjen Lecanidae. Inga underarter finns listade i Catalogue of Life.